# Gapinin (Łódź)
Gapinin [pronunciación en polaco: /ɡaˈpinin/] es un pueblo ubicado en el distrito administrativo de Gmina Poświętne, dentro del Distrito de Opoczno, Voivodato de Łódź, en Polonia central. Se encuentra aproximadamente a 7 kilómetros al noreste de Poświętne, a 25 kilómetros al noreste de Opoczno, y a 70 kilómetros al este de la capital regional Łódź.